# Pedinocerops robusta
Pedinocerops robusta är en tvåvingeart som beskrevs av James 1980. Pedinocerops robusta ingår i släktet Pedinocerops och familjen vapenflugor. Inga underarter finns listade i Catalogue of Life.